# Championnat du Honduras de football de deuxième division
La Liga Nacional de Ascenso de Honduras est la deuxième division du football hondurien. Elle est créée en 1979 (Liga nacional de secunda división) et prend son nom actuel en 2002.

## Histoire
Comme dans le championnat de première division, il y a deux championnats par saison : un championnat d'ouverture (Apertura) et un championnat de clôture (Clausura).
Le championnat est composé de 4 ligues (2 zones régionales, Zona Nor-Occidental et Zona Centro-Sur-Oriente, chacune divisées en 2 groupes A et B). Chacune de ces ligues rassemble entre 6 et 8 clubs, pour un total de 24 à 32 clubs sur la totalité de la division. À la fin des championnats de groupes, les deux meilleures équipes de chaque groupe s'affrontent au cours de quarts de finale au sein de chacune des zones régionales.
La grande finale (entre les champions semestriels) détermine le champion de la saison, qui est promu en première division.